# رغيد كني
رغيد كني (20يناير 1972 - 3 يونيو 2007) كاهن عراقي كاثوليكي كلداني ولد في مدينة الموصل ذات الأغلبية السنية، بالعراق.

## طفولته
منذ نعومة أظفاره، كان الأب رغيد مثالًا للشاب المؤمن الملتزم في الكنيسة بكل جوارحه. تخبرنا والدته كرجيّة عن طفولته إذ أمضى معظم وقته في الكنيسة ومع الراهبات حتى إنّه بدأ يشارك في النشاطات الروحيّة منذ الصف الرابع الابتدائي. تقول أمّه: «علمتُ بأنّ ابني مدعوّ إلى الخدمة في حقل الربّ. شعرت بذلك في أعماقي من دون أن يخبرني. كنت متأكدة أنّه سيصبح كاهنًا!».
لم يكن الأب رغيد يتحدّث عن قراراته، ولا سيّما إذا قطع وعدًا بالتزام الصمت حيال مسألة معيّنة. في أحد الأيّام، تلقّت والدته اتصالًا من الأخت عطور يوسف لتسأل عن رغيد الذي كان ما زال في الكنيسة، وبشّرتها بأنّ ابنها قد حُجِزَ له مقعد في روما، ما يوجب عليه إعداد أوراقه والانطلاق في مسيرته الكهنوتيّة.
لم يُطلِع رغيد والدته على هذه البشرى لوعده بعدم إفشاء السرّ الذي شاركه مع المطران كوركيس كرمو والأخت عطور يوسف.
تردف كرجيّة: «ذات يوم، قال والده: “لنفتح له محلًا كي يعمل فيه، ولنزوّجه بعدها”. أجبته: “رغيد لن يتزوّج!”. استوضحني السبب. فقلت: “ابنك يريد أن يصبح كاهنًا”. وحين سألني إذا ما أخبرني بذلك، أجبته: “لا، لكنني واثقة من أنّ رغيد سيكرّس حياته لله!”. 

## حياته
بعد حصوله على شهادة في الهندسة المدنية من جامعة الموصل عام 1996 وإتمام الخدمة العسكرية الإلزامية  في ظل نظام صدام حسين، دخل بعد ذلك  في عام 1996 أرسله أسقفه ( المطران كوركيس كرمو - اسقف ابرشية الموصل ) إلى روما لدراسة الفلسفة واللاهوت في جامعة القديس توما الأكويني البابوية حيث حصل على إجازة في اللاهوت المسكوني في عام 2003. تم ترسيمه كاهنًا في روما في 13 أكتوبر 2001 في جامعة الأوربانيانية البابوية.

## وفاته
في 3 يونيو 2007، كان الأب رغيد كني  قفي طريقه للاحتفال بالقداس الألهي  في كنيسة الروح القدس ( منطقة حي النور - الموصل ) مساء الأحد، وبسبب التهديدات على حياته، قرر ثلاثة شمامسة مرافقته وهم  ( بسمان يوسف داؤود ) و( غسان عصام بيداويذ ) و(وحيد حنا ايشوع ) بعد  نهاية القداس، واثناء خروجهم من الكنيسة  مع الأب رغيد كني , اعترضهم مسلحون مجهولون. صرخ أحد المسلحين في وجه الأب رغيد  قائلاً إنه حذره سابقا بأن يغلق الكنيسة وطالبه بمعرفة سبب عدم قيامه بذلك. فأجاب الأب رغيد كني  متسائلا "كيف يمكنني إغلاق بيت الله؟" أمر المسلحون المرأة بالفرار، ثم طلب المسلحون من الرجال الأربعة اعتناق الإسلام، لكنهم رفضوا، فأطلق المسلحون عليهم الرصاص. ثم قام المهاجمون بتفخيخ السيارة بالمتفجرات لمنع أحد من التدخل وضمان بقاء الجثث مهجورة. مرت عدة ساعات حتى نجحت فرقة المفرقعات التابعة للشرطة في نزع فتيل العبوات، مما سمح باستعادة جثث الضحايا.
حضر آلاف الأشخاص جنازة الأب الشهيد  الذي دفن في قرية ( كرمليس  - اجراف الموصل) العراق في 4 يونيو 2007.  وكان  سكرتيرًا لبولس فرج رحو، رئيس أساقفة الموصل للكنيسة الكلدانية،  الذي قُتل هو الأخر بعد تسعة أشهر فقط من استشهاد الأب رغيد ، في نفس مدينة الموصل.

## الصلاة الأخيرة للأب  رغيد كني
أدرك الأب الشهيد رغيد كني أن الإرهاب لن يبقيه على قيد الحياة في ظلّ عصيانه لهم واستمراره بالاحتفال بالقداديس الإلهيّة في الموصل، فكتب صلاته الأخيرة في 12 تشرين الأوّل 2006:
«يا ربّ، لا أعتقد أنهم سينظرون إلى صلاتي
على أنها كانت صلاة متشائم، فقد عرفني الجميع متفائلًا.
ولربّما، لوهلة نسوا، تساءلوا عن سبب تفاؤلي،
فقد رأوني في أشدّ الحالات وطأةً أبتسم وأشجع وأقوى.
ولكن، حين يتذكّرون أوقات الضيق التي عشتها
والصعوبات التي مررت بها،
تلك التي أظهرت مدى ضعفي ومدى قدرتك
وكشفت مدى هشاشتي ومدى قوّتك،
سيعلمون بأني، يا رجائي، تحدّثت عنك دومًا
لأنني عرفتك فعلًا وكنتَ لتفاؤلي سببًا
حتى عندما أيقنت بأن موتي أصبح قريبًا،
ولكن دعني منهم لأكون الآن معك،
فلي رجاء أضعه أمامك،
فأنت أعلم منّي بأيّ زمن أصبحنا نعيش،
وأنا إنسان وأعرف كم أن الإنسان ضعيف.
أريدك أن تكون لي قوّةً، فلا أسمح لأحد بأن يهين بي كهنوتك الذي أحمله.
ساعدني على ألا أضعف وأسلّم نفسي خوفًا على حياتي
لأني أرغب أن أموت لأجلك لأحيا بك ومعك.
أنا الآن مستعدٌّ للقائك، فساعدني لئلا أضعف وقت التجربة
لأني قلت لك بأني أعرف الإنسان ولكن قلتُ أيضًا إنني أعرفك
يا قوّتي... يا قدرتي... يا رجائي».
(نقلا عن آسي مينا)